# Заячье рагу

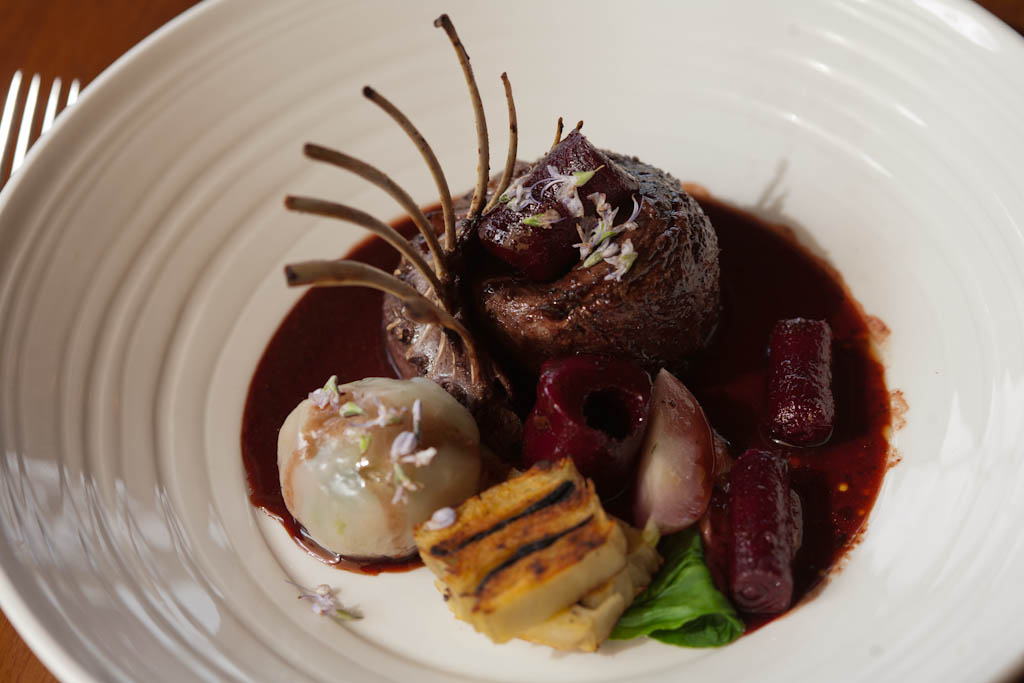
Заячье рагу, оформленное как коронное жаркое

Заячье рагу (фр. civet de lièvre; ха́зенпфеффер, нем. Hasenpfeffer — букв. «заячий перец», «заяц в перечном соусе»; нидерл. hazenpeper) — пряное рагу из маринованной зайчатины и заячьих потрохов (сердца и печени) в перечном соусе с добавлением животной крови. Разновидность сиве.
На заячье рагу обычно берут оставшиеся мелкие части разделанного зайца, которые не подходят для приготовления заячьего жаркого. Порезанное кубиками мясо зайца маринуют в растительном масле и бренди с пряностями, а затем тушат с жирным беконом, репчатым луком, красным вином и лимонным соком, в конце добавляют мелко нарезанную печень. Для загущения соуса добавляют заячью или свиную кровь. Заячье рагу сервируют с клёцками и тушёной краснокочанной капустой.
В Германии по аналогии с хазенпфеффером готовят свиное рагу швайнепфеффер, гусиное рагу гензепфеффер и рыбное рагу фишпфеффер. В устойчивом выражении, синонимичном русскому «Вот где собака зарыта», используется «заяц в перце» (нем. Da liegt der Hase im Pfeffer).